# 카로이 미하이

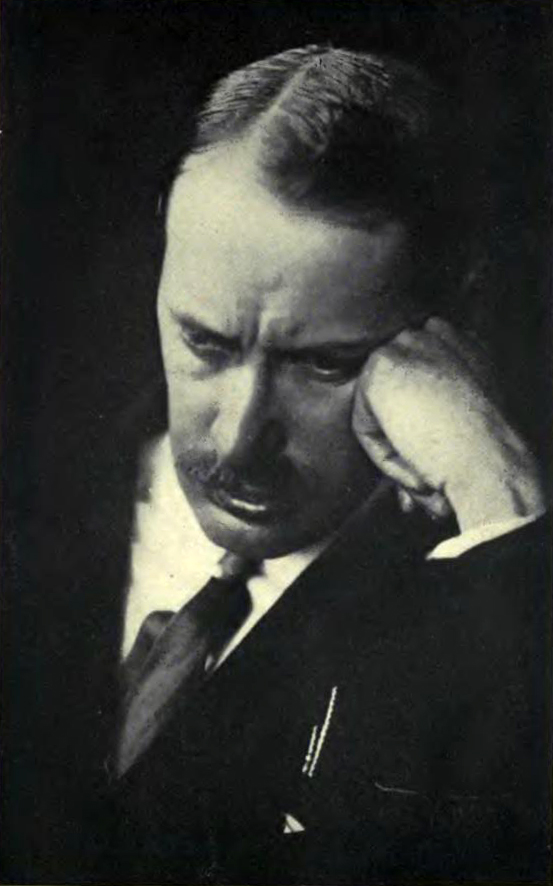

카로이 미하이 아담 게오르크 미클로슈(헝가리어: Károlyi Mihály Ádám György Miklós, 1846년 9월 14일 ~ 1927년 3월 20일)는 헝가리의 정치인이다. 제1차 세계 대전 후 총리와 초대 대통령을 지냈다.